# Orochion sororcula
Orochion sororcula är en fjärilsart som beskrevs av Diakonoff 1955. Orochion sororcula ingår i släktet Orochion och familjen rullvingemalar. Inga underarter finns listade i Catalogue of Life.